# Limu Genet
Pour les articles homonymes, voir Limu et Genet.
Limu Genet ou Genet, anciennement Suntu, est une ville éthiopienne située dans la zone Jimma de la région Oromia. Elle se trouve à 8° 06′ N, 36° 57′ E vers 1 700 mètres d'altitude. Elle est le centre administratif du woreda Limmu Kosa.
D'après le recensement national de 2007, 9 993 personnes habitent Limu Genet.

## Histoire
La ville de Suntu a été renommé Limmu Genet par Dejazmach Mesfin Sileshi quand il était gouverneur de la province. Un centre de traitement du café a été créé dans les années 1950, sa première saison régulière (1956-1957) a traité 300 tonnes de café ce qui produit environ 75 tonnes de grains de café nettoyé.[réf. nécessaire]
En 1962, un sentier reliant Genet à Welkite était passable par les camions pendant la saison sèche. Une route tous temps au sud de Jimma a été construite en 1966 par l'Autorité de la route.[réf. nécessaire]